# Magnetska vrpca
Magnetska traka je medij za magnetsko snimanje koje je izrađeno od tankog magnetskog premaza preko uske trake izrađene od plastike. Magnetska traka je razvijena u Njemačkoj 1928. Prvi magnetofon nastavak je razvoja snimanja na magnetskoj žici. Magnetska traka (razvoj u Americi 1946., magnofon AMPEX), koristi se u mnogim uređajima i u mnogim aplikacijama. Najpoznatija je uporaba u elektronskim uređajima kao: kasetofon (1963.), video rekorder (1969.), te u računarstvu za spremanje podataka.